# 막스 큐스

1930년대의 큐스

막스 아벨리예비치 큐스(러시아어: Макс Авельевич Кюсс; 1874년 3월 20일 – 1942년)는 주로 러시아 및 소련군에서 활동한 러시아인이자 소련의 음악가, 지휘자, 작곡가이다. 그는 왈츠 아무르강의 물결을 작곡한 것으로 가장 유명하다.

## 교육 및 군 복무
큐스의 자서전에 따르면, 그는 1874년 3월 20일 오데사의 노동 계급 유대인 가정에서 태어났다. 그는 러시아군에 징집되어 음악가 소대에 배정되었다. 의무 복무를 마친 후, 그는 오데사 국립 음악원에 입학하여 졸업했고, 1903년에는 카펠마이스터로 군대에 재입대했다. 그는 제2 동시베리아 소총 연대에서 복무했으며, 1905년 러일 전쟁에 참전했다. 복무 중 블라디보스토크에 주둔하면서 그의 역작인 왈츠 아무르강의 물결을 작곡했다. 1907년 5월 1일부터 큐스는 제11 동시베리아 소총 연대에서, 1911년 1월 1일부터는 제33 시베리아 소총 연대에서 복무했다. 이 기간 동안 그는 루스키섬에 주둔했다. 1911년 그는 루터교회 신자가 되었다.
큐스는 제1차 세계 대전에 제5 돈 코사크 연대, 그 다음 그레고리안 특별 기병대대에서 카펠마이스터로 참전했다. 러시아 내전에서 큐스는 붉은 군대의 카펠마이스터로 제416 흑해 소총 연대에서 복무했다. 1920년부터 22년까지 그는 오데사의 제33 소총 여단에서 같은 직책을 수행했다. 1922년 그는 하르키우에서 오케스트라를 이끌었으며, 한동안 크렘린 의장대를 이끌었다. 그러나 그의 상사들에 따르면 그는 "정치적으로 낙후"되었고, 즉 공산주의 이념에 충분히 충실하지 않았는데, 이는 정부와 가까운 장교에게는 문제였다. 그는 1927년 군 지휘관에서 은퇴했다. 그는 1934년까지 국가정치총국에서 군 작곡가로 계속 일했다. 특히 그는 모스크바 운하 건설 중 카펠마이스터였다. 1934년 그는 카펠마이스터로 오데사 인민 민병대에 합류했다.

## 말년과 죽음
큐스는 1937년 은퇴하여 오데사 군사 음악원에서 계속해서 클라리넷을 가르쳤다. 제2차 세계 대전 중, 그는 침략한 나치에 의해 오데사의 유대인 게토에 수용되었다. 큐스는 1941년 말에 마지막으로 목격되었으며, 1941년 오데사 학살에서 사망한 것으로 보인다.

## 주요 작품
- 아무르강의 물결 (Амурские волны) – 왈츠[2]
- 깨진 삶 (Разбитая жизнь) – 왈츠
- 나의 비밀 (Моя тайна) – 왈츠
- 영혼의 비애 (Скорбь души) – 왈츠
- 나의 꿈 (Мои грёзы) – 왈츠
- 슬픈 생각 (Грустные думы) – 왈츠
- 스크린의 여왕 (Королева экрана) – 왈츠, 베라 홀로드나야에게 헌정
- 동방의 심장 (Сердце востока) – 왈츠
- 브라질의 밤 (Ночь в Бразилии) – 탱고
- 공화국에 안녕 (Привет республике) – 행진곡